# Гомельское гетто
Го́мельское гетто — еврейское гетто, существовавшее с сентября по 4 ноября 1941 года как место принудительного переселения евреев города Гомель и близлежащих населённых пунктов в процессе преследования и уничтожения евреев во время оккупации территории Беларуси войсками нацистской Германии в период Второй мировой войны.

## Оккупация Гомеля
По переписи населения 1939 года в Гомеле проживало  40 880 евреев, составлявших 29,38 % от общего числа жителей.
Город был оккупирован 19 (20) августа 1941 года, и оккупация продлилась 2 года и 3 месяца — до 26 ноября 1943 года. Оккупационный режим, установленный нацистами в городе, носил жестокий характер. Гитлеровцы учитывали, что Гомель является важным в стратегическом отношении пунктом, поэтому в городе постоянно находился гарнизон, насчитывавший 3500-8000 военнослужащих вермахта. В Гомеле также осуществляли свою деятельность следующие военные и карательные учреждения: штаб 221-й охранной дивизии; отделение тайной полевой полиции — ГФП 724; группа полиции безопасности и СД; абвергруппа-345; полевая жандармерия; областное и городское управления полиции; шуцполиция (охранная полиция). Власть в городе принадлежала полевой комендатуре № 551 (Feldskommandantur 551), имевшей свою вахт-компанию (караульная команда).
В первые же дни оккупации Гомеля был введён комендантский час — появление населения с 17.00 до 5.30 на улицах запрещалось под страхом смерти. Также была введена пропускная система, согласно которой перемещения за пределы Гомеля и обратно для населения осуществлялись по специальным пропускам — но это не касалось евреев, лишённых подобной возможности.
Одним из первых мероприятий оккупационных властей была регистрация населения с целью определения количества евреев. Вслед за этим последовало введение ряда дискриминационных мер против евреев. По распоряжению полевого коменданта города обер-лейтенанта Шверха, евреев принудили носить отличительные знаки. «Сначала они наметили всех евреев, путём пришивания на рукава, плечи и фуражки материи жёлтого цвета», нередко прикреплялись нашивки в форме квадрата. Вслед за этим оккупанты запретили евреям контактировать с местным населением. "По Гомелю был издан приказ полевой жандармерии, что тот, «кто будет разговаривать с евреями или скажет „здравствуй“ — будет подвергаться наказаниям». Вскоре евреям было вообще запрещено появляться на улицах города.

## Создание гетто
Реализуя нацистскую программу уничтожения евреев, немцы создавали гетто почти во всех городах и населённых пунктах Беларуси, где проживало еврейское население. Так и в Гомеле в сентябре 1941 года гитлеровцы организовали четыре гетто. Они располагались на улицах Быховской, Ново-Любенской, на окраине в районе Ново-Белица и в предместье Монастырёк (улица Монастырка). Эти места изоляции были так называемого «закрытого» типа гетто, потому что территория каждого из них была обнесена колючей проволокой, охранялась полицией и за черту лагеря под угрозой расстрела евреям выходить запрещалось. Причина существования в Гомеле четырёх гетто объясняется, вероятно, невозможностью оккупантов сосредоточить евреев города в одном месте.
Для Гомеля был характерен территориальный принцип формирования гетто. Так, еврейское население, проживавшее в Залинейном районе города, — более 500 человек — согнали в бывшие казармы военного училища, расположенного на улице Ново-Любенской. В Новобелицком районе города в гетто согнали проживавших здесь евреев. Это место изоляции еврейского населения располагалось на территории ветеринарной лечебницы.
В предместье Монастырёк перед созданием гетто нацисты выселили всех местных жителей, проживавших там. Затем всю эту территорию огородили колючей проволокой и согнали туда более 800 человек. Никакого питания узники не получали и массово умирали от голода. За попытку выйти за ограждение убивали на месте.
В гетто Гомеля находились не только евреи города, но и узники из других населенных пунктов. В частности, — 97 еврейских семей из Лоева находились в гетто на улице Ново-Любенской. Кроме того, в гетто Гомеля были евреи из местечка Городец и другие. После переселения еврейского населения в гетто оккупанты и коллаборационисты разграбили оставленное ими имущество.

## Условия в гетто
В местах изоляции евреи были вынуждены жить в тяжелейших условиях. Узники гетто не получали пищи, а замеченные с продуктами питания расстреливались на месте. «Лиц, давших евреям кусок хлеба, забирали в лагерь». Отсутствие питания приводило к ежедневной гибели узников. Невыносимое существование дополняли чрезмерная скученность людей и отсутствие элементарных санитарно-гигиенических условий. Часть мужчин-узников нацисты использовали на работе по очистке улиц, однако относились к ним жестоко, избивая без какого-либо повода. Нацисты использовали голод, скученность, отсутствие санитарно-медицинского обслуживания как способ добиться «естественной» гибели евреев.

…Оставшееся еврейское население по деревням и городам немецкой бандой мобилизуется на самые тяжелые и грязные работы, работа для них устанавливается по 14 часов без питания. Кроме того, в городах и местечках еврейские семьи согнаны в одну самую наихудшую грязную улицу, им запрещено выходить на другие улицы (Речица, Калинковичи, Гомель и т. д.)".— Из докладной записки партизан Столинского партизанского отряда в ЦК КП(б)Б от 5 октября 1941 года
Узники гомельских гетто подвергались издевательствам со стороны оккупантов и коллаборационистов, охранявших места изоляции. Все более-менее ценные вещи, принадлежащие евреям, были изъяты оккупантами. Практически ежедневно нацисты и коллаборационисты группами и в одиночку врывались в гетто и грабили его обитателей.

## Уничтожение гетто
Уничтожение евреев гитлеровцы проводили с самого начала оккупации. В сентябре — октябре 1941 года 10 евреев были расстреляны за якобы диверсионную деятельность, а также 52 человека, скрывавших свою национальность. Из установленных массовых убийств наиболее крупная казнь была в сентябре 1941 года, когда «за один день было арестовано и расстреляно еврейского населения около 600 человек…».
Ликвидация гетто в Гомеле проведена нацистами 3-4 ноября 1941 года по приказу начальника полевой комендатуры № 551. Евреев насильно сгоняли в крытые машины, в которые вмещалось примерно 40 человек. Машины подъезжали к месту расстрела, евреев из них выталкивали, а затем жертвы расстреливались из автоматов. «Немцы заставляли военнопленных выбрасывать евреев из машины, и сами немцы прикладами били лиц, не желавших выходить… Расстреливали с 8 часов до 4 часов дня».
Приводимое в ряде изданий количество погибших евреев Гомеля в 4000 расстрелянных неверно. Обычно ссылки производились на «Акт ЧГК о злодеяниях немецко-фашистских захватчиков в городе Гомеле от 5 января 1945 года», в то время как в одном из обнаруженных документов, носящих название «Справка о злодеяниях немецко-фашистских властей в период оккупации г. Гомеля», адресованная председателю областной чрезвычайной комиссии Гомельской области Жиженкову и подписанная в марте 1944 года полковником госбезопасности Клименко сказано: «…3. На территории Гомельской машинно-тракторной мастерской (МТМ), в противотанковом рву, обнаружены 6000 трупов евреев г. Гомеля». Однако еврейское население Гомеля убивали ещё в двух местах — в лесу между деревнями Давыдовка и Лещинец, и на 9-м километре по шоссе Гомель—Чернигов. Кроме того, часть гомельских евреев погибла в городской тюрьме и в лагере на торфоразработках вблизи деревни Кабановка. Поэтому общее число погибших евреев Гомеля равняется или даже превышает цифру 10 000 человек.

## Случаи спасения и «Праведники народов мира»
В Гомеле 5 человек были удостоены почетного звания «Праведник народов мира» от израильского мемориального института «Яд Вашем» «в знак глубочайшей признательности за помощь, оказанную еврейскому народу в годы Второй мировой войны»:
- Алексеева (Деревяшкина) Анна, Пицунник (Михалкина) Лидия, Алексеев Петр — за спасение Демьянковой (Хорошиной) Анны[31].
- Корнейчук Николай и Анна — за спасение Розинова Ефима и Райх Баси[32].

## Память
В Гомеле установлены два памятника жертвам геноцида евреев — на еврейском и Лещинском кладбищах.
Опубликованы неполные списки убитых в Гомеле евреев.